# Ein Leben (Roman)
Ein Leben (Une vie), auch Ein Menschenleben, ist der erste Roman des französischen Schriftstellers Guy de Maupassant. Er erschien erstmals 1883 als Fortsetzungsroman in der Zeitschrift Gil Blas und noch im selben Jahr als Buch unter dem Titel Une Vie (L’humble vérité.) („Ein Leben. (Die schlichte Wahrheit)“). Die deutsche Übersetzung von Walter Vollmann erschien 1894 in Frankfurt an der Oder bei dem Verlagshaus Hugo Andres & Co. Der Roman beschreibt das Leben „einer Frau vom Erwachen ihres Herzens bis zu ihrem Tod“.

## Inhalt

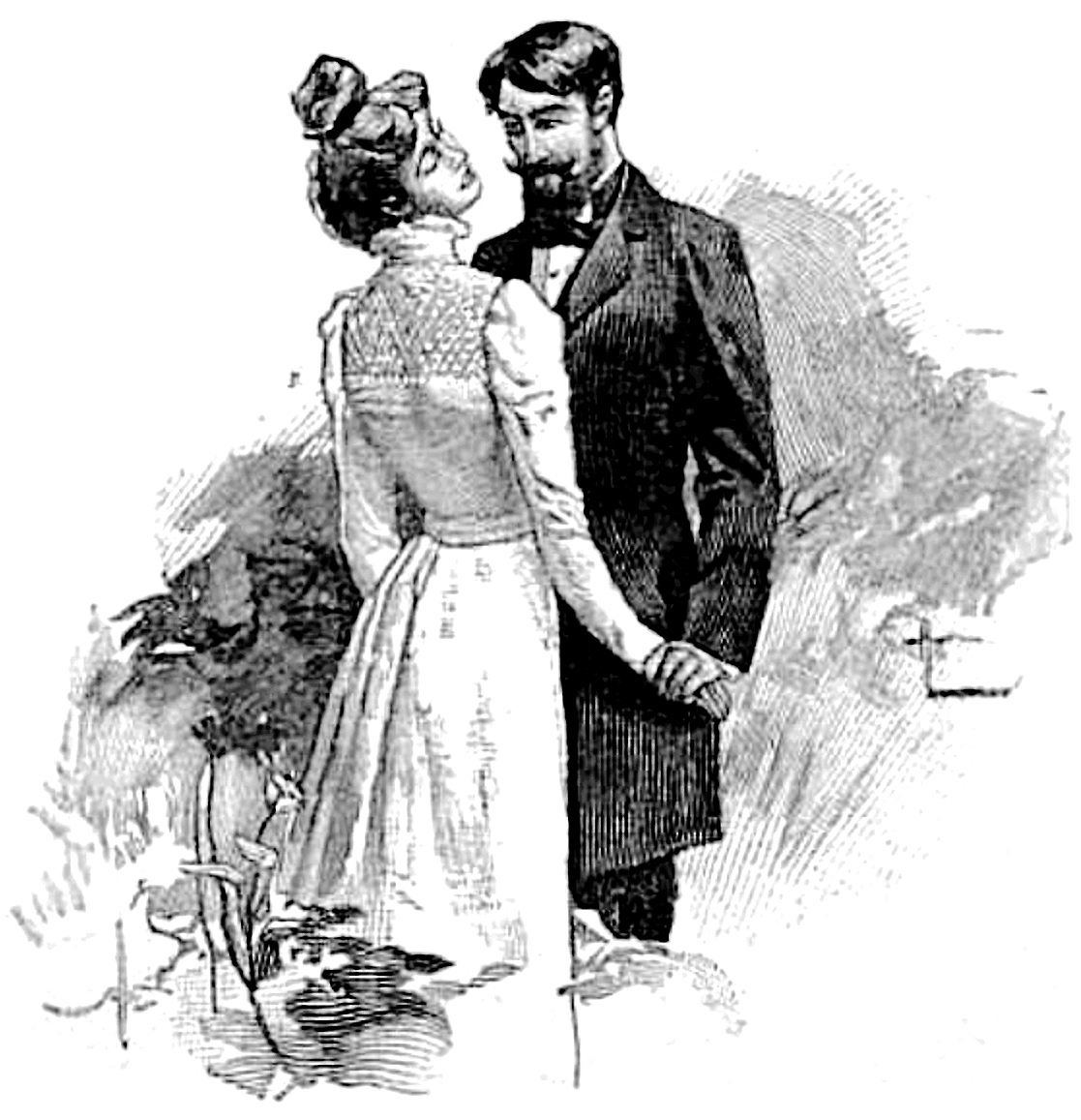
G. Lemoine nach A. Leroux: Titelbild der französischen Erstausgabe von 1883.

### Handlung
Im Jahr 1819 kehrt die siebzehnjährige Jeanne aus dem Kloster zu ihren Eltern, dem Baron Simon-Jacques Le Perthuis des Vauds und dessen Frau Adélaïde, zurück. Zusammen begeben sie sich in das familieneigene Landschloss Les Peuples nahe Yport, wo Jeanne ihre unbeschwerten Tage mit Lesen, Schwimmen, Träumen und Ausflügen in die Natur verbringt. Auf kindlich-romantische Weise träumt sie davon, dort die Liebe zu finden. Bald stellt ihnen der Pater Picot ihren neuen Nachbarn, den jungen Vicomte Julien de Lamare, vor. Der elegante Adelige musste zwar den Familiensitz verkaufen, um die Schulden seines Vaters zu begleichen, doch hat er sich eine solide Existenz erhalten. Schnell ist er regelmäßiger Gast im Haus, wird von Jeannes Eltern sehr geschätzt und auch Jeanne spürt das Bedürfnis, ihn zu lieben. Eines Morgens überraschen der Baron und der Vicomte Jeanne mit der Verlobungsfeier, an der ganz Yport Anteil nimmt. Jeanne ist überrumpelt, aber glücklich und willigt freudig gegenüber Julien wie auch ihrem Vater in die Heirat ein.
Die Feier wird für den 15. August angesetzt, kaum drei Monate nach ihrem Kennenlernen. Als einziger Gast wird Tante Lison eingeladen, unverheiratete Schwester der Baronin, die in einem Kloster bei Versailles als Pensionärin lebt. Die Zeit bis zur Hochzeit verbringt das junge, verliebte Paar Hand in Hand im Schlossgarten. Doch schon beim ersten Spaziergang nach der Trauung kollidieren Jeannes poetischer Liebesbegriff und Juliens sexuelles Verlangen. Beim abendlichen Entkleiden, das von Rosalies Weinen begleitet wird, fühlt sich Jeanne ihrem Ehemann fremd, alles scheint ihr überstürzt. Ohne zu wissen, was ihr Angst macht, bittet Jeanne ihren Mann mit der Hochzeitsnacht noch zu warten, doch durch sein offensichtliches Missfallen lässt sie sich schließlich überreden. Vier Tage später bricht das Paar zur Hochzeitsreise nach Korsika auf. Jeanne erhofft sich von der Insel Abgeschiedenheit und Naturnähe, doch schon bald treten die unterschiedlichen Charaktere der Eheleute offen zu Tage.
Zurück in Les Peuples scheint nichts mehr wie zuvor: Julien erweist sich als abweisend, desinteressiert und geizig, die Eleganz des Verlobten ist verflogen. Zum Erschrecken Jeannes bricht Rosalie eines Tages zusammen und bringt ein Kind zur Welt. Julien fordert Jeanne wütend auf, Rosalie und das Kind fortzuschicken, doch Jeanne lehnt ab. Sie hält Rosalies Fehler für verzeihlich, auch wenn diese trotz mehrmaliger Aufforderung den Vater des Kindes nicht nennen will. Nur wenig später entdeckt Jeanne jedoch Rosalie im Bett ihres Mannes. Auf ihrer verzweifelten Flucht in die kalte Nacht erkrankt sie und berichtet im Fieber ihrer angereisten Mutter von dem Verrat. Ein Arzt stellt fest, dass sie schwanger ist. Feindselig befragt Jeanne Rosalie zusammen mit dem Pfarrer zu der Affäre. Die Bedienstete berichtet, dass Julien sich bereits am ersten Tag, an dem er zum Essen eingeladen war, in Rosalies Zimmer geschlichen habe und „gemacht hat was er wollte“, was Jeanne tief verletzt. Der Baron ist außer sich vor Wut über das Verhalten seines Schwiegersohns, doch der Pfarrer erinnert ihn daran, dass auch er es so hält. Jeanne gibt ihrer Verachtung gegenüber Julien Ausdruck, doch der Pfarrer fordert die Versöhnung der Eheleute ein und alle fügen sich. Julien und der Baron geraten jedoch in Streit über den Wert des Hofes, der Rosalie und dem schnell gefundenen Ehemann übertragen wird.
Noch während Jeannes Schwangerschaft mit ihrem Sohn Paul beginnt Julien eine Affäre mit der Nachbarin und Freundin Jeannes, Gilberte de Fourville. Jeanne trifft bei einem einsamen Ausritt auf deren beide Pferde und erkennt, dass ihr Mann sie abermals hintergeht. Vor allem der Betrug durch ihre Freundin trifft sie schwer, doch sie behält ihr Wissen für sich. Bald darauf stirbt ihre Mutter. Jeanne liest ihre Briefe und entdeckt, dass ihre Mutter ein leidenschaftliches Verhältnis mit dem Mann ihrer besten Freundin hatte.
Da Paul Jeannes größtes Glück ist, möchte sie ein weiteres Kind. Julien hingegen findet, ein Kind sei teuer genug. Der Pfarrer rät Jeanne, eine Schwangerschaft vorzutäuschen, damit Julien sich beim Sex nicht mehr zurückhält. Der Plan geht auf und Jeanne beschließt, die ungeliebten Zusammenkünfte von nun an zu verweigern.
Im Laufe ihrer Schwangerschaft übergibt der Pfarrer die Gemeinde an seinen jungen Nachfolger, den Pater Tolbiac, zu dem Jeanne schnell Zutrauen fasst. Er bedrängt sie jedoch bald schon fanatisch, der Affäre ihres Mannes nicht tatenlos zuzuschauen und nennt sie eine Mittäterin. Doch alles bleibt zunächst beim Alten, bis eines Tages M. de Fourville das fremdgehende Paar in der kleinen mobilen Hirtenhütte, die ihr Versteck ist, einen Abhang hinunterstürzt. Am selben Abend erleidet Jeanne eine Fehlgeburt.
Ihr Vater und ihre Tante kümmern sich nun um sie und ihren Sohn, der zu einem kleinen Despoten heranwächst. Der Baron übernimmt den Unterricht Pauls, oft unterbrochen von Jeannes großer Sorge um dessen Gesundheit. Jeanne, Lison und Paul verbindet hingegen die Liebe zum Gärtnern. An der Erstkommunion, die Pater Tolbiac dem Zwölfjährigen verweigert, entbrennt ein erneuter Konflikt der Familie mit der katholischen Kirche. Als Paul fünfzehn ist, stimmt Jeanne schweren Herzens zu, ihn ins Collège nach Le Havre zu schicken. Paul ist ein schlechter Schüler und mit zwanzig hat er bereits hohe Spielschulden. Mit seiner Mätresse flieht er nach London und schreibt seiner Mutter nur noch, um nach Geld zu bitten. Jeanne projiziert ihre Enttäuschung und ihren Hass eifersüchtig auf Pauls Geliebte; verbittert und traurig gibt sie ihr die Schuld, dass er Jeanne nicht besucht. Während Paul immer mehr Schulden anhäuft und die Familie verarmt, sterben kurz hintereinander der Baron und Tante Lison. Bei deren Beerdigung erscheint Rosalie, die sich fortan aus tiefer Dankbarkeit um Jeanne, den Haushalt und die Finanzen kümmert. Sie überzeugt Jeanne, dass sie Les Peuples verkaufen muss und ihr nur eine kleine Rente bleibt – alles andere ist verloren. Mit Rosalies Hilfe schafft es Jeanne zum ersten Mal, Pauls Geldgesuch abzuweisen. Beim Auszug lernt Jeanne Rosalies Sohn Denis Lecoq kennen.
Erneut bittet Jeanne Paul, zu ihr zu kommen, doch er fordert nur wieder Geld und kündigt an, seine Mätresse zu heiraten. Jeanne beschließt, nach Paris zu reisen und ihn zu holen. Doch statt seiner trifft sie nur auf Pauls Gläubiger, deren Forderungen sie abermals begleicht. In seinem letzten Brief berichtet Paul, dass seine Geliebte eine Tochter geboren habe und im Sterben liege. Er bittet Jeanne, das Kind zu sich zu nehmen. Rosalie reist nach Paris und kommt mit dem Kind zurück. Paul habe versprochen, schon bald nachzukommen.

### Personen

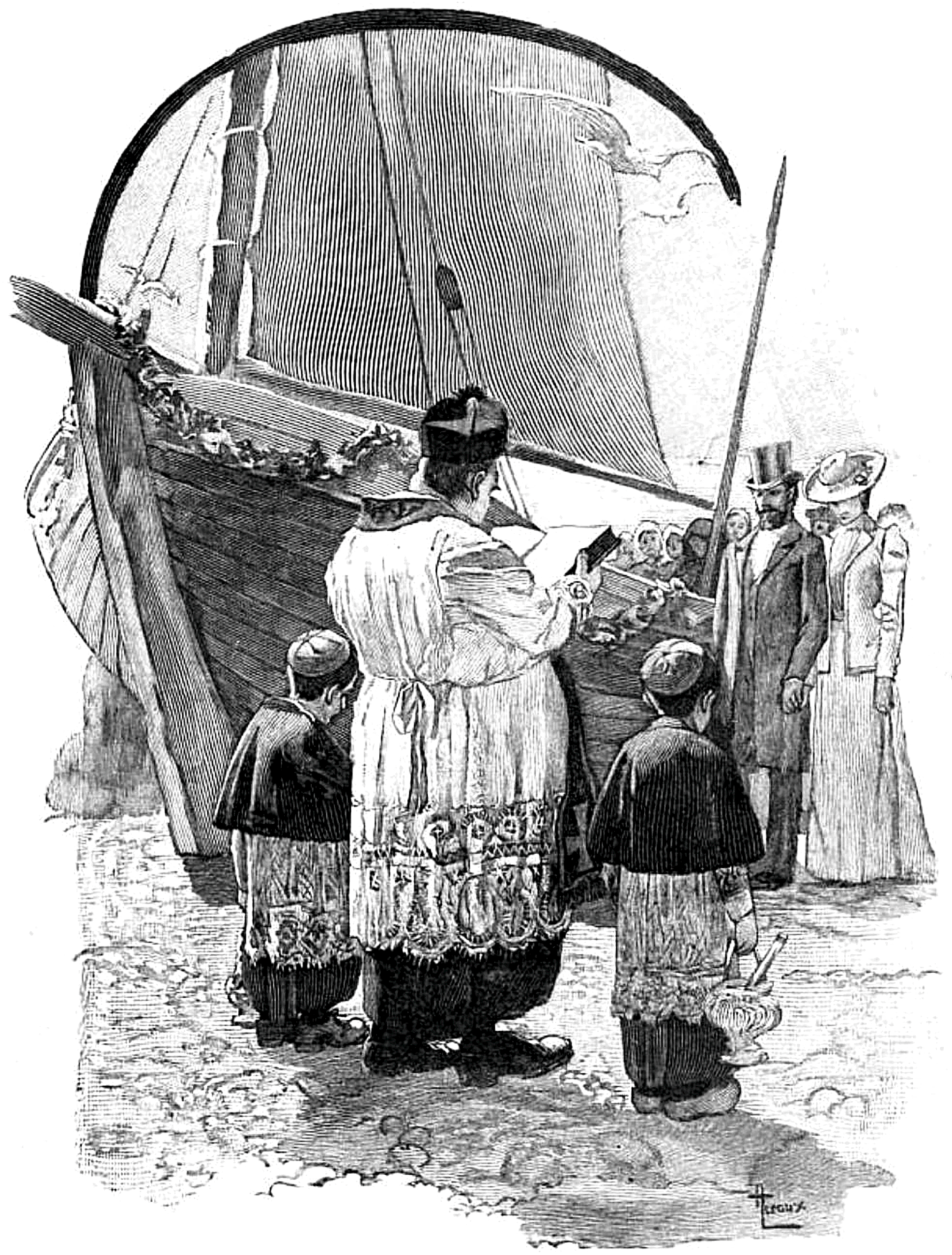
G. Lemoine nach A. Leroux: Jeannes und Juliens Verlobung, Kupferstich aus der Erstausgabe, Paris 1883.

Jeanne Le Perthuis des Vauds: Jeanne, die Hauptfigur des Romans, ähnelt mit ihren blonden Haaren und blauen Augen einem „Portrait von Veronese“. Nach einer Jugend im Kloster sehnt sie sich nach Freiheit, die sie in der Natur zu finden hofft, und nach Liebe. Sie muss erkennen, dass nicht nur Julien, sondern auch ihre Mutter und Pater Tolbiac nicht die aufrichtigen Menschen sind, die sie vorgeben zu sein. Ihre ganze Liebe gilt schließlich ihrem Sohn, der sich ihr jedoch entzieht. Die Figur Jeannes ist von Laura de Maupassant, Emma Bovary und Madame Aubain (Ein schlichtes Herz) inspiriert.
Jeannes Eltern: Ihr Vater ist der Baron Simon-Jacques Le Perthuis des Vauds, ein Verehrer Jean-Jacques Rousseaus, antiklerikal und großzügig, aber schwach. Diese Figur ist inspiriert von den Großeltern Maupassants väter- und mütterlicherseits. Ihre Mutter, die Baronin Adélaïde, ist überzeugt an einer Herzhypertrophie zu leiden, über die sie regelmäßig klagt. Sie pflegt heimlich Erinnerungen an eine frühe Liebschaft, die sie ihre Existenz ertragen lassen. Sie geht oft an der Allee ihres Landsitzes spazieren.
Julien de Lamare: Jeannes Ehemann. Er ist groß gewachsen und hat schwarze gelockte Haare, seine leidenschaftliche Eloquenz zieht die Frauen an. Seine Freundlichkeit erweise sich jedoch schon bald als Fassade, dahinter kommt ein geiziger, desinteressierter und herrischer Mann zum Vorschein. Er bedrängt Jeanne und auch ihre Bedienstete Rosalie sexuell und beginnt eine Affäre mit Jeannes Freundin.
Paul: Paul, von seiner Familie „Poulet“ genannt, ist Jeannes und Juliens einziges Kind. Er hat blondes Haar und trägt als junger Mann einen Schnurrbart. Maupassant beschreibt Paul als kräftig und turbulent und mit einer Liebe zur Natur ähnlich der seiner Mutter, doch auch als einen schlechten Schüler. Die sorgenvolle, einengende Liebe seiner Mutter, seines Großvaters und seiner Großtante lassen ihn zu einem despotischen, dickköpfigen Kind heranwachsen, das sich schon früh seiner Familie entzieht.
Rosalie: Die Hausangestellte Rosalie ist eine große und kräftige Frau aus der Normandie bei Caux. In Jeannes Familie wird sie ein wenig wie eine zweite Tochter behandelt, da sie Jeannes Milchschwester war. Nach der Geburt des unehelichen Sohnes Denis Lecoq bewirtschaftet sie zusammen mit ihrem Ehemann einen Hof des Barons und führt dort ein zufriedenes Leben. Dafür ist sie Jeanne sehr dankbar, so dass sie nach dem Tod ihres Mannes und der Heirat ihres Sohnes wieder zu Jeanne zurückkehrt und sich um sie kümmert.
Pater Picot und Pater Tolbiac: Picot ist ein gutmütiger, toleranter Priester, der es aufgegeben hat, seinen Gemeindemitgliedern Strafpredigten zu halten. Er akzeptiert, dass die Bauersfrauen nach Notre-Dame du Gros-Ventre („Unserer Lieben Frau des dicken Bauchs“) pilgern, wie er es nennt, da er dadurch mit einer Vergrößerung seiner Gemeinde rechnet. Pfarrer Tolbiac hingegen ist fanatisch und exaltiert. Vor Jeannes Augen tötet er eine gebärende Hündin auf der Straße. Wegen seiner Grausamkeit und seiner Intoleranz wird er von der ganzen Gemeinde gehasst.

## Kritik
Leo Tolstoi schrieb 1894 über Ein Leben:
„Une Vie ist ein exzellenter Roman, nicht nur fraglos Maupassants bester Roman, sondern fast der beste französische Roman seit Hugos Les Miserables. Neben der bemerkenswerten Kraft seines Talents, d.h. die sonderbare, angestrengte Aufmerksamkeit gegenüber einem Objekt, durch die der Autor gänzlich neue Besonderheiten an dem zu beschreibenden Leben entdeckt, kombiniert dieser Roman, fast in gleichem Maße, alle drei Bedingungen für ein wahrhaft künstlerisches Werk: 1. Die korrekte, d.h. die moralische Beziehung des Autors zu seinem Subjekt, 2. Die Schönheit der Form, und 3. Aufrichtigkeit, d.h. Liebe für das, was der Autor beschreibt.
Hier präsentiert sich der Sinn des Lebens dem Autor nicht mehr durch die Erfahrungen aller Arten von liederlichen Personen, -- hier ist der Inhalt, wie der Titel schon sagt, geformt durch die Beschreibung einer ruinierten, unschuldigen, lieblichen Frau, die bereit ist für alles Schöne; einer Frau, die ruiniert wird durch die überaus grobe, animalische Sinneslust, die sich in vorherigen Geschichten dem Autor als zentrales, alles dominierendes Lebensphänomen präsentierte, und die gesamte Sympathie des Autors ist auf der Seite der Guten.
Die Form, die bereits in den ersten Novellen schön ist, erreicht hier einen hohen Grad an Perfektion [...]. Doch wird dies alles nicht nur lebendig und gut beschrieben, -- über allem schwebt ein aufrichtiger, herzergreifender Ton, der den Leser unwillkürlich berührt. Man fühlt, dass der Autor diese Frau liebt, und dass er sie nicht hauptsächlich für ihre äußere Form liebt, sondern für ihre Seele, für das Gute darin, und dass er mit ihr sympathisiert und für sie leidet, und diese Empfindung überträgt sich unwillkürlich auf den Leser.
Trotz der falschen Noten, die hier und da in dem Roman aufscheinen [...], erscheint mir der Roman nicht nur schön, sondern durch ihn sah ich in dem Autor nicht länger den talentierten Schwätzer und Spaßvogel, der nicht weiß und nicht wissen will was gut und was schlecht ist, [...] sondern einen ernsthaften Mann, der tief in die menschliche Seele schaut und anfängt daraus Schlüsse zu ziehen.“
Regine Roßbach schrieb anlässlich der deutschen Neuübersetzung von Cornelia Hasting: „Das eigentliche Thema ist insofern die Perspektive der Figur, also neben ihren Ent-Täuschungen noch vielmehr ihre Selbst-Täuschungen. [...] Maupassant gibt den Schwankungen in Jeannes Seele durch eine impressionistische Schreibweise Ausdruck. Lange, ungestüme Sätze geben Jeannes kindliche Liebesträume wieder, populäre Romane eher parodierend als imitierend [...] Solchen Passagen sind knappe, präzise Sätze in Momenten der Klarsicht gegenübergestellt [...].“

## Entstehung
Nach einer ersten Ankündigung des Fortsetzungsromans im Gil Blas am 21. Februar erschienen die Textteile zwischen dem 27. Februar und 6. April 1883. An dem Roman hatte Maupassant sechs Jahre gearbeitet, doch die Arbeit zahlte sich aus: Die 25.000 Exemplare des Romans waren in weniger als einem Jahr ausverkauft.
Als Inspirationsquellen dienten neben Romanen Honoré de Balzacs, Gustave Flauberts (Madame Bovary), Edmond und Jules de Goncourts (Madame Gervaise) und dem Stil Emile Zolas auch Personen wie Arthur Schopenhauer und Maupassants Patin Madame Brianne, der die Erstausgabe gewidmet war.

## Verfilmungen
- 1947: Naiskohtaloita, Finnland, Toivo J. Särkkä
- 1958: Ein Frauenleben, Frankreich/Italien, Alexandre Astruc (86 Minuten)
- 2004: Une vie, Frankreich, TV, Élisabeth Rappeneau (90 Minuten)
- 2016: Ein Leben, Frankreich, Stéphane Brizé (119 Minuten)